# Torreilles
Torreilles là một xã trong tỉnh Pyrénées-Orientales, vùng Occitanie phía nam nước Pháp. Xã Torreilles nằm ở khu vực có độ cao trung bình 4 mét trên mực nước biển.